# Carnaval de Asakusa
O Carnaval de Asakusa (浅草サンバカーニバル, Asakusa samba kānibaru, "Asakusa Samba Carnival"), também conhecido como Asakusa Samba Carnival, é uma festa de rua que ocorre em Asakusa, em Tóquio, desde 1981. No fim de agosto de cada ano, dançarinos fantasiados e foliões desfilam por Asakusa, onde, como no carnaval do Rio de Janeiro, várias escolas de samba competem. É conhecido como o maior carnaval fora do Brasil e o maior do Japão, onde participam cerca de 17 escolas de samba e mais de 5 000 sambistas e passistas.

## História

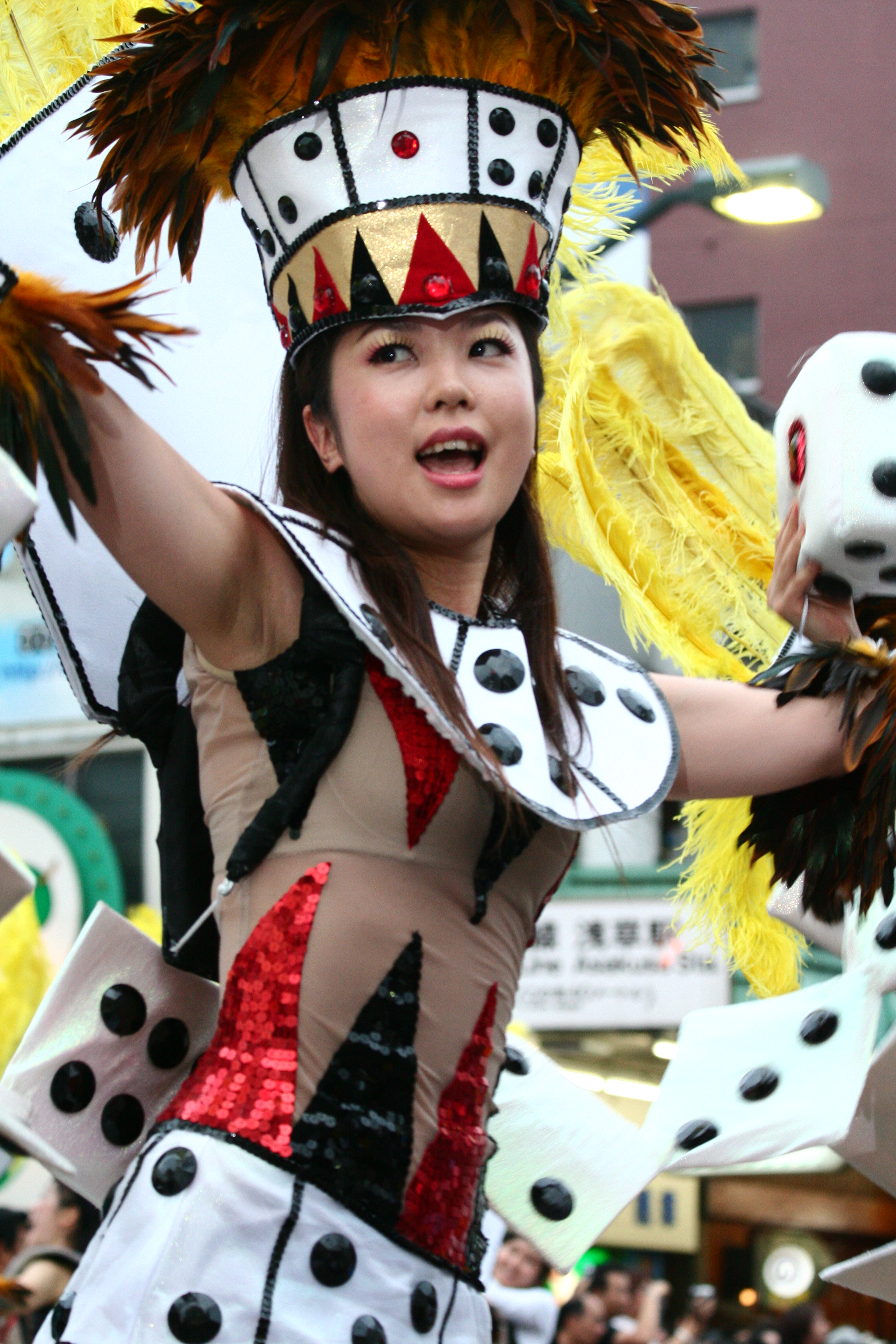
Mulher em desfile de 2006

Asakusa, bairro localizado na parte antiga de Tóquio, na atual região de Taitō, é conhecido há muito tempo como um distrito de entretenimento tradicional, mas se deteriorou depois da Segunda Guerra Mundial. Pelo final de agosto de 1981, um grupo de lojistas locais e o ator Junzaburō Ban, que cresceu nos palcos de Asakusa, iniciaram o carnaval em colaboração com a administração do distrito de Taitō e com o então prefeito Eiichi Uchiyama, para criar uma nova atração no bairro. Desde o início, como no carnaval do Rio, as escolas de samba competiram, nas quais também foram distribuídos alguns prêmios em dinheiro. Embora o Japão na época tivesse pouco desenvolvido a tradição do samba, ao longo dos anos, mais escolas profissionais se desenvolveram — um desenvolvimento favorecido por brasileiros imigrantes, em parte descendentes de japoneses. Hoje, os carnavais de samba anuais também acontecem em Shizuoka e Saitama, ambos centros da cultura nipo-brasileira.
O primeiro carnaval de Asakusa atraiu cerca de 300 000 espectadores. Em 2010, cerca de meio milhão de pessoas participaram dos 4 500 desfiles.
Em 2011 o festival foi cancelado devido ao impacto do sismo e tsunami de Tohoku em 2011.
O festival foi cancelado por 4 anos, de 2020 a 2023 devido à Pandemia de COVID-19, retornando somente em Setembro de 2023.

## Competição
As escolas de samba competem em duas ligas (S1 e S2). No trigésimo carnaval, em 2010, havia dez grupos na classe mais alta S1 e seis na S2. As escolas escolhem seu próprio tema e escolhem a música, os instrumentos dos grupos acompanhantes, as roupas, a coreografia e o design dos carros alegóricos (além de passistas, mestre-sala e porta-bandeira, ala das baianas e rainha da bateria). Um júri avalia as escolas de ambas as ligas em cinco categorias e de acordo com a apresentação geral. O prefeito de Taitō e vários patrocinadores concedem prêmios especiais adicionais, e também há um prêmio de audiência para a S1 e S2, que é concedido após uma votação por telefone celular. Os prêmios em dinheiro concedidos cobrem apenas uma fração dos custos de preparação.
Apesar de milhares de brasileiros viverem no Japão, a maioria das equipes participantes são formadas por japoneses, muitos dos quais passaram algum tempo no Brasil absorvendo e aperfeiçoando suas habilidades.